# چین ۱۱۲۵
سیارک ۱۱۲۵ (به انگلیسی: 1125 China، نامگذاری:1957UN1) هزار و صد و بیست و پنجمین سیارک کشف شده‌است که در ۳۰ اکتبر ۱۹۵۷ کشف شد.
قدر مطلق سیارک برابر ۱۱٫۲۰ است.